# Greenwashing

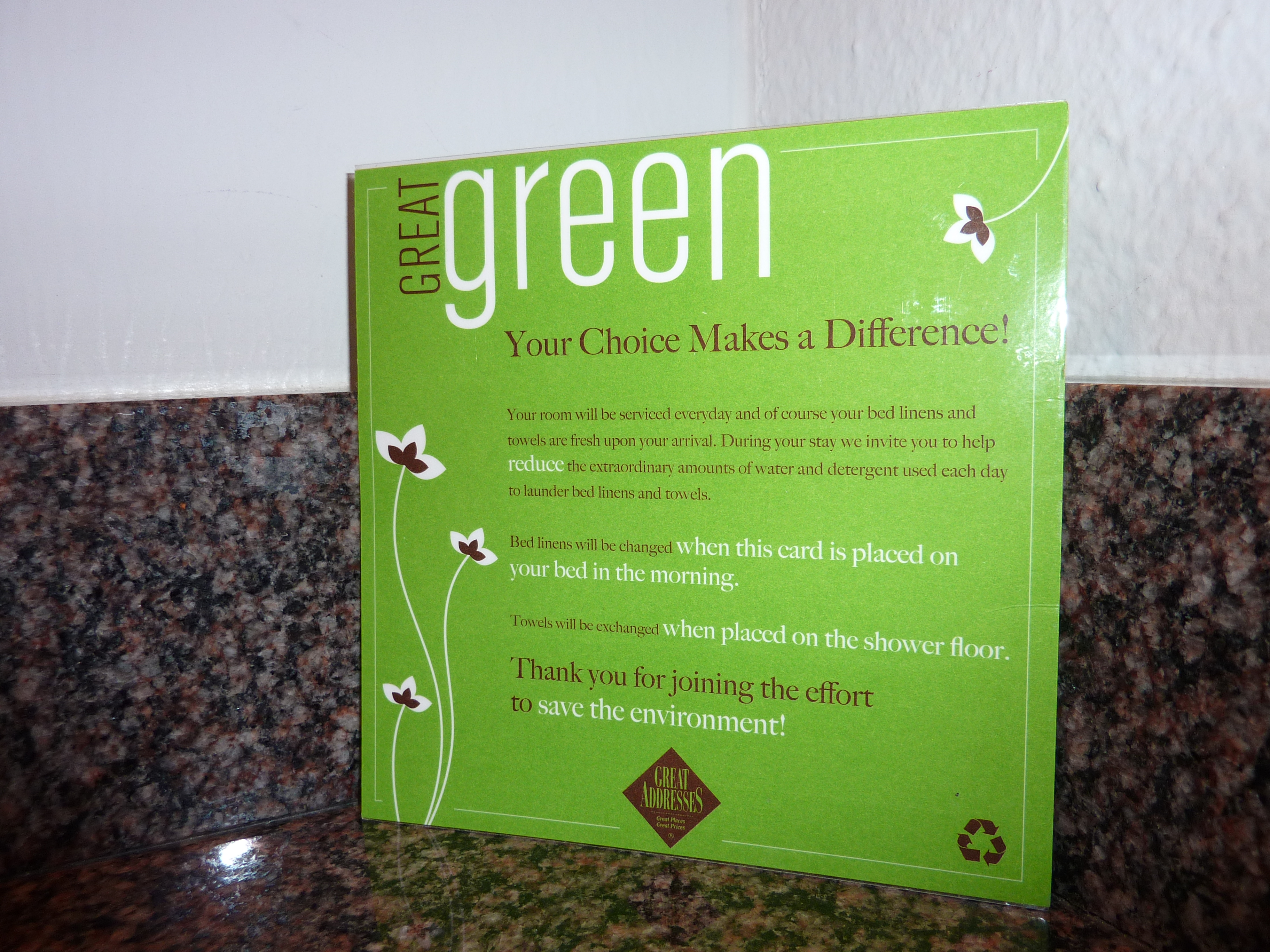
Miljövänligt hotell

Greenwashing, grönmålning, eller gröntvättning innebär att den som bedriver en verksamhet försöker skapa en bild, genom marknadsföring, att vara miljövänliga och då, genom kommunikation, belysa enskilda miljövänliga insatser. De kan framhäva någon miljöåtgärd de gjort, som dock kan vara obetydlig jämfört med andra miljöstörningar företaget orsakar.

## Historik
Termen myntades av Jay Westervelt i en essä från 1986 om hotellbranschens praxis att sätta upp skyltar i varje rum för att främja återanvändning av handdukar för att rädda miljön, och han anklagade dem för att mest vilja spara kostnader.

## Omfattning
I USA har greenwashing blivit så omfattande att den federala handelskommissionen nu skärpt regelverket för att kunna ta till tvångsåtgärder mot grönmålningen. Även i Sverige använder allt fler företag miljöargument i marknadsföringen för att dra fördel av konsumenternas växande miljöintresse. Detta sker samtidigt som anmälningar för vilseledande marknadsföring med miljöargument ökat kraftigt till Konsumentverket. Jämfört med perioden 2007–2009 gjordes 150 procent fler anmälningar under perioden 2010–2012. De vanligaste orden är klimat och miljö som används lika ofta. Andra återkommande ord i marknadsföring är ekologisk, hållbar, miljövänlig, grön, utsläppsfri, koldioxidfri och klimatneutral. Näringsidkaren måste enligt Marknadsföringslagen kunna styrka på vilket sätt produkten belastar miljön väsentligt mindre än andra produkter inom samma produktkategori.

## Exempel i Sverige
Exempel på greenwashing i Sverige är bland annat H&Ms insamling av kläder för återvinning. Istället för att återvinna kläderna dumpades de okontrollerat i fattiga länder eller brändes. Avslöjandet gjordes av Aftonbladet 2023.
Ytterligare ett exempel är när fast fashion-företaget Gina Tricots i samarbete med Bianca Ingrosso skulle odla en skog. I själva verket odlades plantor på en yta motsvarande en villatomt. Bluffen avslöjades av SVT och fick stor uppmärksamhet såväl i Sverige som i norden.

## Uppmärksammanden
Jordens Vänner delar ut det årliga Svenska Greenwashpriset, till ett företag, organisation eller person som lovat mer än vad de kunnat hålla när det kommer till miljöåtgärder och istället lagt energi på att skapa en grön image.